# Claudia Hagsteiner

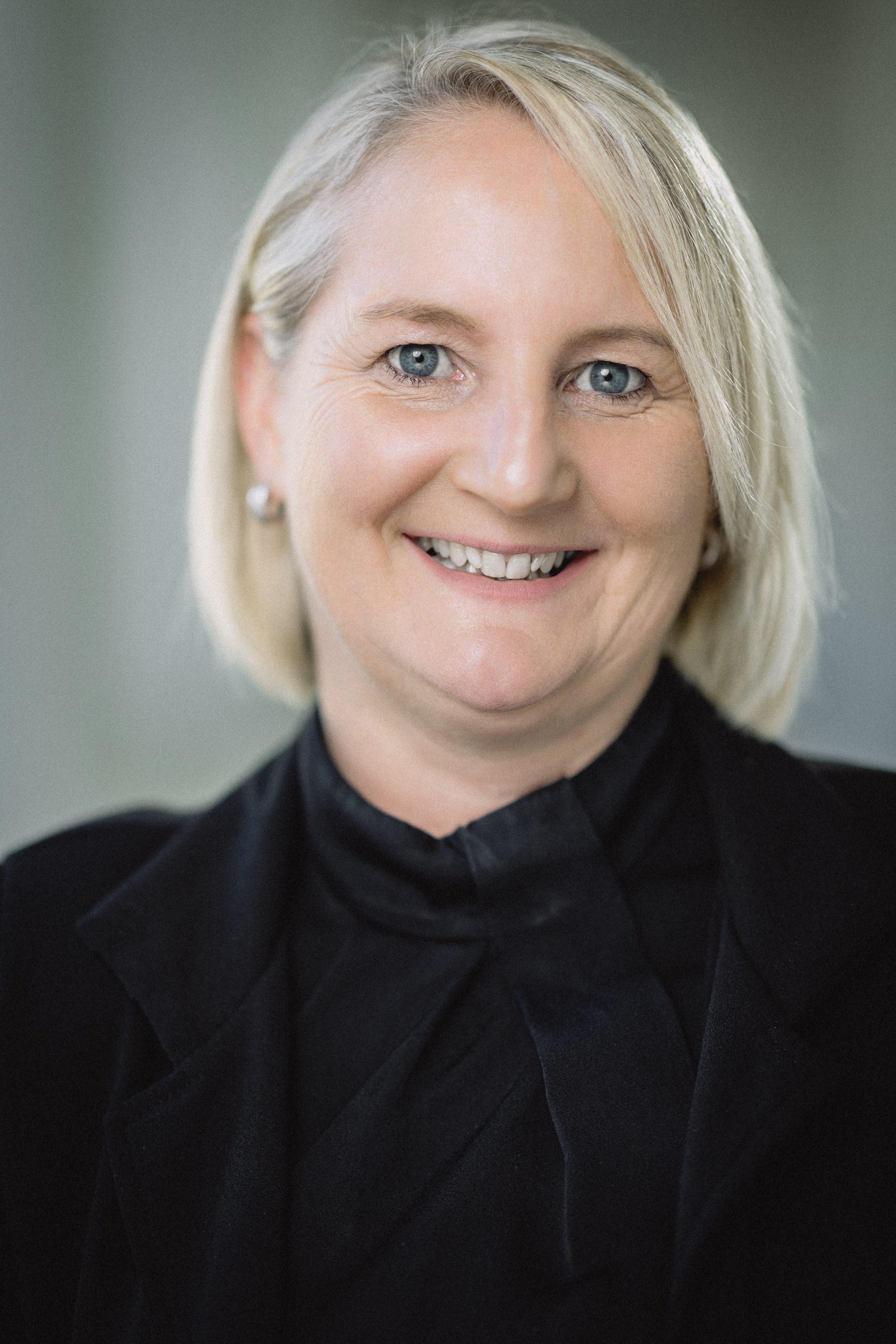
Claudia Hagsteiner (2022)

Claudia Hagsteiner (* 1. September 1970 in Wörgl) ist eine österreichische Politikerin der Sozialdemokratischen Partei Österreichs (SPÖ). Seit März 2018 ist sie Abgeordnete zum Tiroler Landtag.

## Leben
Claudia Hagsteiner besuchte nach der Volks- und Hauptschule in Kirchbichl 1984/85 die Höhere Bundeslehranstalt für wirtschaftliche Frauenberufe in Kufstein. Anschließend absolvierte sie eine kaufmännische Lehre. Von 1991 bis 1997 war sie Filialleiterin, von 2006 bis 2018 Haushälterin, seit 2007 ist sie selbstständiger Sport- und Wellnesscoach.
In Kirchberg in Tirol ist sie Mitglied des Gemeinderates für die Liste Gemeinsam für Kirchberg-Wahlbündnis der Sozialdemokraten und Parteiunabhängigen Kirchberger-Innen – SPÖ-PUK. Nach der Landtagswahl in Tirol 2018 wurde sie in der konstituierenden Landtagssitzung der XVII. Gesetzgebungsperiode am 28. März 2018 wurde als Abgeordnete zum Tiroler Landtag angelobt, wo sie dem Ausschuss für Rechts-, Gemeinde- und Raumordnungsangelegenheiten und dem Petitionsausschuss angehört.
Im Mai 2019 wurde sie zur Vorsitzenden der SPÖ im Bezirk Kitzbühel gewählt. Bei der Nationalratswahl 2019 kandidiert sie im Regionalwahlkreis Unterland hinter Spitzenkandidat Christian Kovacevic. 2022 und 2025 wurde sie als Bezirksvorsitzende bestätigt.